# Bernardino Rojo González
Bernardino Rojo González (Palencia, 23 de enero de 1882 - Palencia, 26 de diciembre de 1975) fue farmacéutico en Revenga de Campos (Palencia) (1911-1956), escritor, humanista e investigador de la farmacopea silvestre palentina. 

## Biografía
Licenciado en Farmacia por la Universidad de Madrid. Sobresaliente y Premio extraordinario. Ejerció como propietario en Lantadilla, posteriormente en 1911 se trasladó a Revenga de Campos hasta el 5 de marzo de 1956, en que cesa en el ejercicio.
Miembro del Ilustre Colegio de Farmacéuticos hasta su defunción. I.F.M. Laboratorios Rojo en Revenga de Campos. Premiado en el Colegio de Farmacéuticos de Barcelona en 1913. En el Colegio de Farmacéuticos de Palencia en 1912. Farmacéutico de la Armada. Premio Pérez Bryan de la Real Academia Nacional de Farmacia.
Académico de la Real Academia Nacional de Farmacia desde 1932 hasta su fallecimiento en 1975, siendo entonces el único de la provincia de Palencia.